# The Corn Is Green (1945)
The Corn Is Green is een film uit 1945 onder regie van Irving Rapper. De film is gebaseerd op een toneelstuk van Emlyn Williams met dezelfde naam. In 1979 maakte George Cukor een gelijknamige remake met Katharine Hepburn in de hoofdrol.
De film werd genomineerd voor twee Oscars. Joan Lorring werd genomineerd voor Beste Vrouwelijke Bijrol en John Dall voor Beste Mannelijke Bijrol.
Davis speelt in deze film een vrouw van in de 50. Aangezien ze zelf toentertijd 36 jaar oud was, droeg ze een fatsuit, waardoor ze 14 kilogram zwaarder oogde, en een grijze pruik.

## Verhaal
Als Lilly Moffat ontdekt dat de werkomstandigheden in een mijnstad in Wales bedroevend slecht zijn, tracht ze hier een school te openen voor de lokale bevolking. Ondanks de ophef van haar huishoudster en dochter, probeert ze hier onderwijzeres te worden. Haar plannen worden echter gedwarsboomd door haar huisbaas, die haar geen toestemming geeft voor het bouwen van een school. Lilly is ten einde raad en om toch hulp te bieden, verandert ze haar eigen leefomgeving in een school.

## Rolverdeling
| Acteur          | Personage         |
| --------------- | ----------------- |
| Bette Davis     | Miss Lilly Moffat |
| Nigel Bruce     | The Squire        |
| Rhys Williams   | Mr. Jones         |
| Rosalind Ivan   | Mrs. Watty        |
| Mildred Dunnock | Miss Ronberry     |
| Arthur Shields  | Glyn Thomas       |
| Gwyneth Hughes  | Sarah Pugh        |
| John Dall       | Morgan Evans      |
| Joan Lorring    | Bessie Watty      |